# 奧戈爾德島
奧戈爾德島是俄羅斯的島嶼，屬於法蘭士約瑟夫地群島的一部分，位於馬克林托卡島以南5.5公里，由阿爾漢格爾斯克州負責管轄，長1公里，最高點海拔高度21米。
80°00′31″N 56°23′43″E / 80.008683°N 56.395339°E